# Luperina dumerilii
Luperina dumerilii là một loài bướm đêm trong họ Noctuidae.